# Lý Hâm
Lý Hâm (tiếng Trung: 李歆; bính âm: Lǐ Xīn; ? - 420), tên tự Sĩ nghiệp (士業), biệt danh Đồng Truy (桐椎), là một vị vua của nước Tây Lương thời Ngũ Hồ thập lục quốc trong lịch sử Trung Quốc.
Ông kế vị cha là Lý Cảo và đã tích cực theo đuổi các chiến dịch chống lại kình địch Thư Cừ Mông Tốn của nước Bắc Lương, song đã rơi vào bẫy của Thư Cừ Mông Tốn vào năm 420 và bị giết trong trận chiến, dẫn đến việc đất nước bị hủy diệt.

## Dưới thời Lý Cảo trị vì
Sử sách không ghi chép về năm sinh của Lý Hâm, và mẹ ông, Doãn phu nhân là vợ chính hay là vợ lẽ của Lý Cảo. Ông là con trai thứ hai của Lý Cảo. Sau khi Lý Cảo tuyên bố độc lập khỏi Bắc Lương và lập nước Tây Lương vào năm 400, anh trai của ông là Lý Đàm (李譚), mới là người được lập làm Thế tử. Tư liệu lịch sử đầu tiên đề cập đến ông là ở sự kiện trong năm 404, khi Lý Đàm qua đời, và Lý Cảo lập ông làm Thế tử thay thế.
Năm 410, Lý Hâm đã đánh một trận với vua Thư Cừ Mông Tốn của Bắc Lương khi người này dẫn quân đến đánh Tây Lương, song ông đã thất bại, và tướng Chu Nguyên Hổ (朱元虎) của ông còn bị Thư Cừ Mông Tốn bắt, Lý Cảo đã buộc phải dùng vàng và bạc để chuộc lấy Chu Nguyên Hổ. Năm 411, Thư Cừ Mông Tốn lại tiến đánh Tây Lương song đã buộc phải rút lui do cạn nguồn lương thảo, Lý Hâm đã đuổi theo tấn công quân Bắc Lương và giáng cho Thư Cừ Mông Tốn một thất bại, bắt được tướng Thư Cừ Bách Niên (沮渠百年) của Bắc Lương.
Năm 417, Lý Cảo lâm bệnh, và đã qua đời sau khi ủy thác Lý Hâm cho em trai khác bố là Tống Diêu (宋繇). Lý Hâm trở thành người cai trị mới của Tây Lương, và Doãn phu nhân trở thành Thái hậu.

## Trị vì
Lý Hâm lập thúc phụ Tống Diêu làm Tể tướng, song ông lại cho thi hành các hình phạt dã man và thích xây dựng các cung điện, cả hai đều khiến cho nhân dân cảm thấy phải chịu gánh nặng. Ông cũng thực hiện kế hoạch tấn công Bắc Lương, khiến cho đất nước càng phải chịu thêm gánh nặng.
Đến năm 417, Thư Cừ Mông Tốn đã cố lừa Lý Hâm bằng cách sai Thái thú quận Trương Dịch (張掖, gần tương ứng với Trương Dịch, Cam Túc ngày nay) là Thư Cừ Quảng Tông (沮渠廣宗) giả vờ đầu hàng Lý Hâm. Lý Hâm theo yêu cầu của Thư Cừ Quảng Tông đã huy động lực lượng để cố gắng cứu giúp Thư Cừ Quảng Tông ở Trương Dịch, và Thư Cừ Mông Tốn thì đã đợi sẵn để phục kích Lý Hâm. Tuy nhiên, trên đường đến Trương Dịch, Lý Hâm đã nhận ra rắng có một cái bẫy và cho rút quân. Thư Cừ Mông Tốn đã cố tấn công ông song ông đã đánh bại Thư Cừ Mông Tốn.
Năm 418, Thư Cừ Mông Tốn lại tấn công Tây Lương, và Lý Hâm đã chuẩn bị cho trận chiến. Viên quan tên là Trương Thể Thuận (張體順) đã thuyết phục ông chống lại quân địch song ông lại ở trong kinh thành Tửu Tuyền (酒泉, nay thuộc Tửu Tuyền, Cam Túc), và Thư Cừ Mông Tốn do không sẵn sàng để vây thành nên lại rút lui. Cũng trong năm đó, do trước đó ông đã cứ sứ thần đến Đông Tấn để xin làm chư hầu, Đông Tấn đã phong cho ông tước hiệu Tửu Tuyền công.
Năm 419, vì lo ngại trước việc người dân đang phải chịu sự đè nén với các hình phạt và các dự án xây dựng của Lý Hâm, các quan Trương Hiển (張顯) và Phiếm Xưng (氾稱) đã thuyết phục ông nên khoan dung hơn và tiết kiệm hơn, họ chỉ ra rằng nếu không làm như vậy thì không thể đánh bại được Thư Cừ Mông Tốn. Lý Hâm đã bỏ qua các lời khuyên của họ.
Năm 420, Thư Cừ Mông Tốn lại lập bẫy Lý Hâm. Ông ta giả vờ đánh thành Hạo Môn (浩亹, nay thuộc Hải Đông, Thanh Hải) của Tây Tần, song khi đến Hạo Môn, quân Bắc Lương ngay lập tức rút lui và ẩn náu tạ Xuyên Nham (川巖, gần Trương Dịch). Lý Hâm tin rằng việc phòng thủ của Thư Cừ Mông Tốn đã suy giảm nên đã quyết định tiến đánh Trương Dịch, bất chấp lời phản đối của Tống Dao và Trương Thể Thuận. Doãn Thái hậu cũng lên tiếng chống lại, chỉ ra rằng ông không có đủ sức mạnh để chinh phục Bắc Lương và cảnh báo ông rằng một thất bại có thể hủy diệt đất nước. Ông đã bỏ qua lời họ, song đúng như họ đã dự đoán, khi ông tiếp cận Trương Dịch, Thư Cừ Mông Tốn đã ra chặn và đánh bại ông.
Các tướng của ông sau đó khuyên ông nên nhanh chóng rút quân về Tửu Tuyền, song Lý Hâm nói rằng ông đã không vâng lời mẹ và chỉ có thể nhìn mặt bà một lần nữa sau một chiến thắng, và ông lại giao chiến với Thư Cừ Mông Tốn và phải chịu một thất bại còn lớn hơn, bản thân ông đã chết trong trận chiến này. Thư Cừ Mông Tốn nhanh chóng chiếm Tửu Tuyền, và đến năm 421 ông ta đã chiếm được lãnh thổ còn lại của Tây Lương.